# Amédée Martinon de Saint-Ferréol
Pour les articles homonymes, voir Saint-Ferréol.
Amédée Martinon de Saint-Ferréol, né Amédée Saint-Ferréol le 29 juillet 1810 à Brioude où il est mort le 7 mars 1904, est un homme politique français.

## Biographie
Pour les services qu'il avait rendus à sa ville, dans l'exercice de ses fonctions, son grand père fut anobli par Louis XVIII. Le père d'Amédée de Saint-Férréol appartient donc à la vieille bourgeoisie de Brioude et entre dans la magistrature comme substitut, il est nommé juge après plusieurs années passées au parquet. Marié avec Joséphine Veissier-Beaufils, de Saint-Flour, ils ont quatre enfants, quatre garçons, dont deux sont morts très jeunes. La famille est monarchiste et catholique.
La première éducation d'Amédée est assurée par des précepteurs particuliers. Il est ensuite, durant quatre ans, élève au collège de Brioude, puis lycéen à Clermont-Ferrand. Il est bachelier. Étudiant en droit à Paris il devient, sous l'influence de ses amis, républicain. Il a 20 ans lors des Trois glorieuses, les journées révolutionnaires de juillet 1830 et il choisit « la voie de liberté, d'égalité, de fraternité, de droit, de justice qui conduit à la République démocratique et sociale. »
De retour à Brioude, il s'inscrit au barreau en qualité d'avocat, mais ne plaide guère. Il devient, à Brioude, le correspondant du journal Patriote du Puy-de-Dôme.
Il est candidat aux élections partielles du 17 septembre 1848, mais il est battu. Il est élu lors des élections suivantes, en 1849. Hostile à Napoléon III, il s'exile à Bruxelles, après le coup d’État du 2 décembre 1851, et ne revient qu'après la chute de l'Empire.

## Mandats électifs
Lors des élections législatives du 13 mai 1849 ; il est candidat sur la liste radicale socialiste de la Haute-Loire. Il est élu, le 2e sur 6, par 23 882 voix (43 874 votants, 77 111 inscrits). Il s’inscrit au groupe républicain de la Montagne. 
Dès son retour en France, après la proclamation de la République française du 4 septembre 1870, il est nommé maire de Brioude, puis, le 8 octobre 1871, conseiller général du canton de Brioude. Le 8 février il se présente comme candidat républicain radical à l'Assemblée nationale ; mais il est battu. Le 13 août 1871, il donne sa démission de maire par suite de conflit avec le préfet.
Il redevient député de la Haute-Loire le 4 octobre 1885. Il figure sur la liste républicaine et il est élu député, le 3e sur 5, par 35. Il siège d'abord à l'extrême gauche, à gauche, au groupe de l'Union républicaine.

## Publications
- Mes mémoires, D. Chouvet, Brioude, 1887-1892, 5 vol.
- Appendices de mes mémoires, D. Chouvet, Brioude, 1893, 151 p.
- Le propriétariat, ou La terre au paysan, la mine, la verrerie, l'usine, la fabrique aux associations ouvrières qui les exploitent, Librairies socialistes, Brioude, 1896, 400 p.
- Les proscrits français en Belgique ou la Belgique contemporaine vue à travers l'exil, Paris, 1875, Godet jeune, 334 p.
- Histoire de l'ancien régime, féodalité et monarchie, Paris, A. Fayard, 1879, 180 p.
- Notices historiques sur la ville de Brioude, 5 vol., Brioude, D. Chouvet, 1878-1894.